# ربکا نتزلر
ربکا نتزلر (سوئدی: Rebecca Netzler؛ زادهٔ ۲۲ ژوئیهٔ ۱۹۹۵) قایقران زن قایق بادبانی اهل سوئد است.
وی در مسابقات کشوری و بین‌المللی در مجموع برندهٔ ۱ مدال نقره شده است.